# Johann II. (Troppau-Leobschütz)
Johann II. von Troppau (auch Johann von Leobschütz, Johann „der Fromme“ von Leobschütz; tschechisch Jan III. Opavský, auch Jan Pobožný; * um 1425; † um 1485) war ab 1445/47 bis 1464 Teil-Herzog von Troppau und ab 1445/47 bis zu seinem Tod Herzog von Leobschütz. Von 1454 bis 1464 war er Herr auf Fulnek. Er entstammte dem Troppauer Zweig der böhmischen Přemysliden.

## Leben
Seine Eltern waren Herzog Wenzel II. von Troppau und Leobschütz und Elisabeth von Krawarn.
Nach dem Tod des Vaters 1445/47 erbten Johann und sein gleichnamiger älterer Bruder Johann/Hanuš das Herzogtum Leobschütz sowie ein Drittel des Herzogtums Troppau. Nachdem Johann/Hanuš schon 1454 gestorben war, übernahm Johann II. dessen Titulatur als Herr von Fulnek.
Die anderen zwei Drittel von Troppau hielten die Brüder ihres Vaters Wilhelm und Ernst. Nachdem Wilhelm 1451 den Erbanspruch auf das Herzogtum Münsterberg seinem jüngeren Bruder Ernst übertragen hatte, erwarb er als Gegenleistung von diesem dessen Drittel-Anteil am Herzogtum Troppau. Dadurch gehörten Wilhelm nunmehr zwei Drittel von Troppau. Nachdem Wilhelm jedoch schon ein Jahr später verstorben war, verkaufte Ernst in seiner Eigenschaft als Vormund der minderjährigen Kinder Wilhelms deren Zwei-Drittel-Anteil an Troppau dem Oppelner Herzog Bolko V.  Nach dessen Tod 1460 zog der böhmische König Georg von Podiebrad dessen Anteil von Troppau als erledigtes Lehen ein. Ihm verkaufte Johann II. im Jahre 1464 auch seinen Drittel-Anteil von Troppau, so dass Georg von Podiebrad nun alle Anteile von Troppau besaß, wodurch er seinen Einflussbereich beträchtlich erweitern konnte. 
In den kriegerischen Auseinandersetzungen um die Thronfolge in Böhmen unterstützte Johann II. zunächst den Jagiellonen Vladislav II. Nachdem es Matthias Corvinus 1479 gelungen war, Schlesien zu erobern, huldigte ihm auch Johann II. 1480 stiftete er in Leobschütz das Franziskanerkloster.
Johann II. von Leobschütz, der mit einer Katharina N. N. verheiratet war, starb um 1485 ohne Nachkommen. Seinen Beinamen „der Fromme“ bzw. „Pius“ soll er dadurch erlangt haben, dass er sich nach dem Tod seiner Frau nicht wieder verheiratete. Sein Herzogtum Leobschütz zog König Matthias Corvinus als erledigtes Lehen ein. Anschließend übertrug er es seinem Sohn Johann Corvinus.
Mit Johann II. von Leobschütz erlosch die direkte přemyslidische Linie Troppau, während die Linie Troppau-Ratibor noch bis 1521 existierte.